# Maffra
Maffra ist eine Stadt im mittleren Gippsland im australischen Bundesstaat Victoria, 220 km östlich von Melbourne. Sie gehört zur Local Government Area Wellington Shire. Ihre Wirtschaft beruht hauptsächlich auf Milch- und anderer Landwirtschaft. Dort liegen die acht Werke der Murray-Goulburn Cooperative in Victoria. Maffra liegt abseits des Princes Highway auf der Höhe von Sale. Bei der Volkszählung 2016 wurde eine Einwohnerzahl von 4316 festgestellt.

## Geschichte
Die Geschichte der Stadt begann mit einem Zweigbetrieb der ersten Rinderzuchtstation in der Gegend, Boisdale, die Lachlan Macalister nach einem Dorf auf der Insel South Uist der Äußeren Hebriden in Schottland. Das Dorf wurde anfangs Shepford genannt, aber Macalister benannte es „Maffra“ nach der portugiesischen Stadt Mafra, wo er im Napoleonischen Krieg diente.
Maffra wurde in den 1860er-Jahren zur Stadt erklärt und das erste Postamt wurde am 20. Juli 1864 eröffnet.
Es war lange die wichtigste Stadt für Rinderzucht und -verarbeitung im mittleren Gippsland und hatte viele Jahre lang die einzige Zuckerfabrik im Lande. Das Zuckerrübenmuseum im Port of Maffra Park zeigt die Überbleibsel der Zuckerindustrie. Das Gebäude ist ein altes, umgesetztes Wägehaus und mit Kiefernplatten des Hauses von Charles und Grace Quirk, eines der ersten Bauernhäuser von Maffra, verkleidet.

## Maffra heute
In Maffra gibt es einen Mardi Gras im März, die Maffra and District Agricultural, Pastoral and Horticultural Show im Oktober und einen Tenniswettbewerb an Ostern.
Maffra soll eine der schönsten Hauptstraßen in Victoria (Johnson Street) besitzen. Das Parlament des Wellington Shire hat zwar die mehr als 100 Jahre alten Bäume am Straßenrand entfernen lassen, weil sie krank waren, hat sie aber durch junge Eichen ersetzt.
Die Stadt hat zwei Grundschulen, die Maffra Primary School und die St. Mary's Primary School (katholisch). Auch gibt es eine staatliche, weiterführende Schule, das ‚’Maffra Secondary College’’, das etwa 700 Schüler aufnehmen kann. Diese Schule hat einen straffen Lehrplan und ist in eine Reihe von kommunalen Programmen eingebunden.
Das Maffra Shed, ein Sammelpunkt für Liebhaber von Oldtimern ist nun fertig. Es handelt sich dabei um eine alte Zuckerfabrik, der der Car Club neues Leben eingehaucht hat. Dort werden Oldtimerschauen abgehalten, was viele Leute aus dem Umland anzieht.
Die Maffra Historical Society arbeitet an der Bellbird Corner und verwandelt dieses Gebiet wieder in den beliebten Picknickplatz, der er in den ersten Jahren des 20. Jahrhunderts war.

## Sport
Die Stadt hat ein Footballteam, das in der Gippsland Football League spielt.
Maffra beherbergt auch einen Hockeyverein, deren Herren-, Damen- und Juniorteams in der East Gippsland Hockey Association spielen.
Golfer spielen auf dem Platz des Maffra Golf Club an der Fulton Road.
Die U14-Jungenmannschaft des Basketballclubs erreichte 2008 die Australian National Championship in Darwin, wofür sie sich durch den Gewinn der Staatsmeisterschaft von Victoria qualifizierten. Sie spielten in der Victorian Junior Basketball League (VJBL), der höchsten Liga in Victoria für junge Basketballspieler.
Die Football-Senioren haben sechs Meisterschaften in sieben Jahren gewonnen, davon zwei mal drei in Folge (2004 gewann Traralgon).

## Bekannte Einwohner
- Bill Bennett, Footballspieler bei den Carlton Blues